# Nicole Henriot-Schweitzer
Nicole Henriot-Schweitzer (* 25. November 1925 in Paris; † 2. Februar 2001 in Louveciennes) war eine französische Pianistin und Musikpädagogin.

## Leben

### Ausbildung
Nicole Marguerite Marie Henriot wurde in Paris als jüngstes Kind der Ehepaars Françoise und Émile Henriot geboren. Sie begann mit sechs Jahren Klavier zu spielen und zeigte sich als pianistisches Wunderkind. Bereits 7-jährig wurde sie Schülerin von Marguerite Long am Pariser Konservatorium, mit acht Jahren konzertierte sie zusammen mit Maurice Ravel und dessen Stück Ma mère l’oye für Klavier zu vier Händen in Paris. 1937 wurde sie von Long ausgewählt, im Parc d´Attraction bei der Pariser Weltausstellung die eigens zu diesem Zweck komponierten Werke von Ernesto Halffter Escriche, Bohuslav Martinů, Vittorio Rieti, Tibor Harsanyi, Arthur Honegger, Frederic Mompou, Alexandre Tansman, Alexander Tscherepnin und Marcel Mihalovici der Öffentlichkeit vorzustellen. 1939 gewann sie den dritten Preis beim Gabriel-Fauré-Wettbewerb in Luxemburg, dessen Jury-Präsidentschaft Richard Strauss innehatte. Mit 15 Jahren debütierte Henriot erfolgreich mit dem Pariser Orchestre Pasdeloup. Konzerte mit dem Concerts Colonne, dem Orchestre Lamoureux, den Brüsseler Philharmonikern und dem Orchestre Philharmonique Royal de Liège folgten. Sie schloss ihr Studium am Konservatorium mit Auszeichnung ab.

### Kriegsjahre
Henriot konzertierte während der Kriegsjahre in Frankreich und in Belgien und unterstützte während der deutschen Besatzung die Résistance, zu deren aktiven Mitgliedern ihre beiden Brüder gehörten. Sie erlitt im Juni 1944 bei einer Durchsuchung ihrer Wohnung in Paris durch die GeStaPo durch einen Gewehrkolbenstoß eine Nierenverletzung und der Pianistin wurde aufgrund ihres Berufes die linke Hand gebrochen. Nach dem Krieg erhielt Henriot als eine von wenigen Zivilisten für ihre Widerstandsdienste das Abzeichen der französischen Militäreinheit Commandos d-Afrique.

### Karriere
Henriots internationale Karriere begann nach dem Zweiten Weltkrieg. Sie konzertierte als erste französische Pianistin nach der Entmilitarisierung in Großbritannien, im Januar 1948 debütierte sie in den Vereinigten Staaten mit den New Yorker Philharmonikern unter Charles Münch und dem Klavierkonzert von Ravel. Dieser Auftritt war ein überragender Erfolg, der ihr die Zuschreibung „fail thunderer“ durch das Time magazine und die Anerkennung anderer Musiker einbrachte. Rudolf Firkušný zeigte sich in einem Brief an Long begeistert von der Konzertleistung der jungen Pianistin, die er als „bewundernswürdig“ beschrieb. Das New Yorker Debütkonzert markierte auch den Anfang Henriots lebenslanger Freundschaft zu Pierre Boulez, John Cage und dem Kunstmäzen Pierre Sountchinsky.
Charles Münch kannte Henriot bereits seit ihrer Jugend. Während einer Wettbewerbsvorbereitung probte er mit der jugendlichen Pianistin das Zweite Klavierkonzert von Brahms und forcierte das Tempo des Scherzos im zweiten Satz so sehr, dass Henriot aufhörte zu spielen und dem Dirigenten entgegenhielt, sie könne es zwar so schnell wie gewünscht spielen, es sei aber dem Stück nicht angemessen. Münch, gekränkt, verließ daraufhin die Probe. Anderntags sprachen sich die beiden aus. Henriot trat mit Münch und dem Orchestre de la Société des concerts du Conservatoire erstmals öffentlich am 12. April 1942 auf und trug dabei das 1. Klavierkonzert von Liszt vor. Danach konzertierte sie regelmäßig unter Münchs Dirigat – 1944 in London, 1945 in Straßburg, danach in Israel, Wien und Den Haag und 1949 erstmals in Frankfurt.
1957 stellte Münch Henriot seinen Neffen, den Konteradmiral der französischen Marine Jean-Jacques Schweitzer – mütterlicherseits auch ein Neffe von Albert Schweitzer – vor. 1958 heirateten Nicole Henriot und Jean-Jacques Schweitzer und siedelten sich Anfang der 1960er Jahre außerhalb von Paris in der Nähe von Versailles auf einem Anwesen in Louveciennes an, auf dem auch Münch ein Haus besaß.
In den 1950er und 1960er Jahren konzertierte Henriot, die sich nach ihrer Eheschließung Henriot-Schweitzer nannte, weltweit überwiegend als Solistin von Klavierkonzerten unter dem Dirigat von Charles Münch. Tourneen führten sie durch Europa, die skandinavischen Länder, die Sowjetunion, den Nahen Osten und durch Nord- und Südamerika.
Sie gab ihre Konzerttätigkeit zu Beginn der 1970er Jahre aufgrund einer fortschreitenden Arthritis in der linken Hand auf und unterrichtete von 1970 bis 1973 an der Universität Lüttich und anschließend als Professorin am Königlichen Konservatorium Brüssel. Daneben war sie Jurorin bei internationalen Klavierwettbewerben, u. a. beim Van Cliburn International Piano Competition 1973, 1981 und 1989 und dem Tschaikowski-Wettbewerb in Moskau 1978 und 1982.
Henriot-Schweitzer starb 2001 in ihrem Haus in Louveciennes und wurde neben ihrem 1993 verstorbenen Ehemann und dem 1968 verstorbenen Charles Münch auf dem Dorffriedhof beerdigt.
Jean-Philippe Schweitzer, Henriot-Schweitzers Sohn, war von 2006 bis 2017 Präsident der Long-Thibaud-Crespin Foundation, die den Long-Thibaud-Crespin-Wettbewerb austrägt.

## Wirkung
Weitbekannt wurde Henriot-Schweitzer durch die enge künstlerische Zusammenarbeit mit Charles Münch, unter dessen Dirigat sie das Boston Symphony Orchestra als Solistin in den Jahren 1949 bis 1962 und das Orchestre de Paris 1967/68 begleitete. Die beiden verband ein „besonderes Verhältnis“ und das „Zusammenwirken“ in „Prokofieffs 2. Konzert, dem G-Dur-Konzert von Ravel und der […] ‚Symphonie sur un chant montagnard français’ von Vincent d’Indy zeugt von einer kammermusikalisch intimen Vertrautheit und flexiblen Synchronizität, wie sie nur ganz selten“ hörbar ist.
In einem Nachruf in der New York Times wurde ihre pianistische Reputation in der Spritzigkeit der Aufführungen der Musik von Liszt bis Prokofjew verortet. Daneben galt sie als Spezialistin für die Werke der französischen Komponisten Ravel, Fauré und Milhaud. Virgil Thomson nannte sie „eine der führenden Interpreten der französischen Komponisten ihrer Generation“. Von Henriot-Schweitzer liegen einigen Tonträgeraufnahmen vor.